# Bislett Games

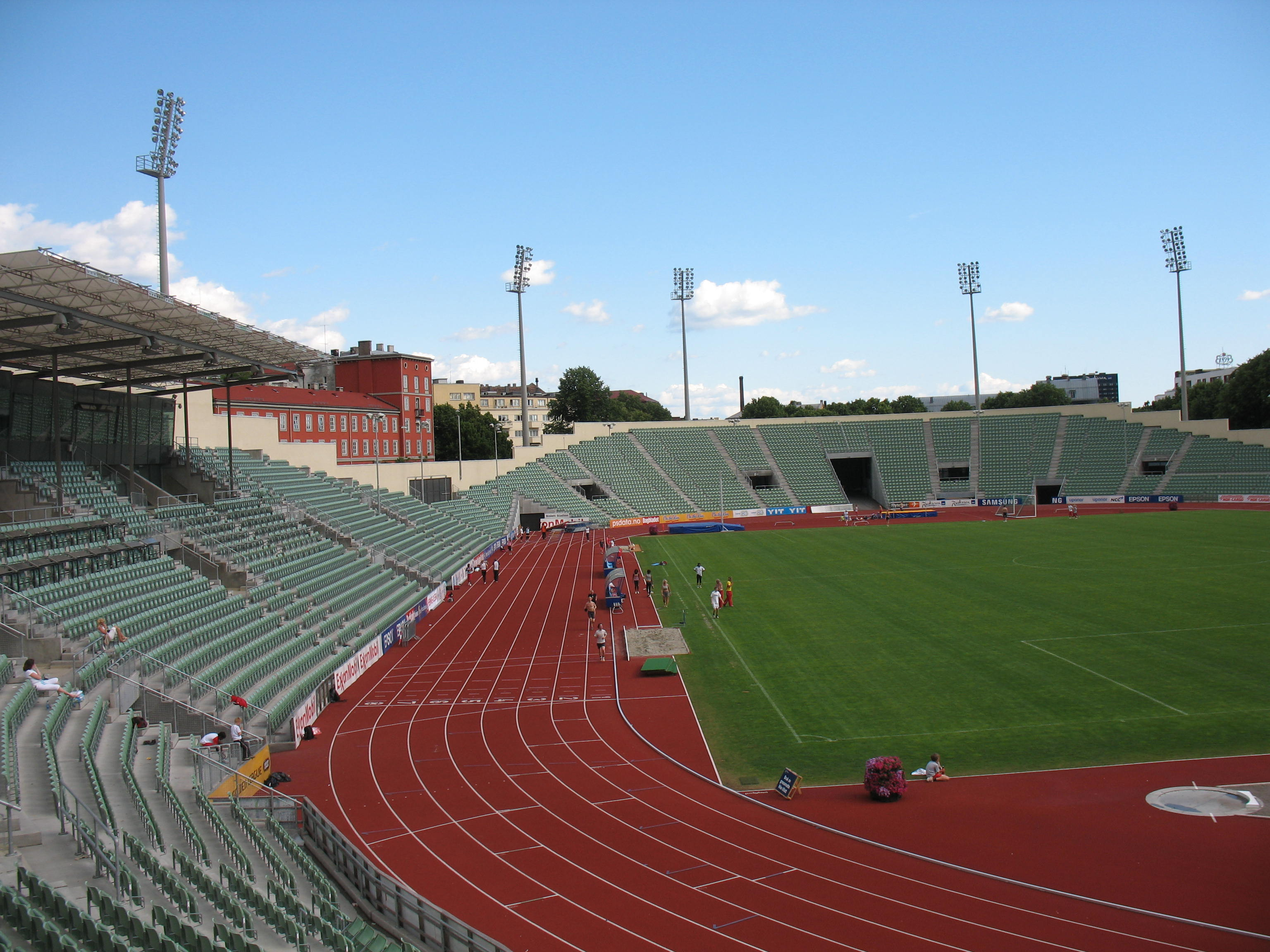
Stadion Bislett w Oslo

Bislett Games – zawody lekkoatletyczne rozgrywane rokrocznie na stadionie Bislett w norweskim Oslo. Mityng, od 2010 roku, należy do cyklu diamentowej ligi (do sezonu 2009 zawody wchodziły w skład Golden League).
Pierwsze zawody rozegrano tutaj w 1924 roku. Od 1965 impreza rozgrywana jest pod obecną nazwą. W roku 1993 Bislett Games obok Weltklasse Zürich, Memorial Van Damme i Internationales Stadionfest został włączony do cyklu Golden Four – pierwowzoru Złotej Ligi.
Podczas zawodów pobito dotychczas kilkadziesiąt rekordów świata.